# الياس دياب
الياس دياب هو فنان ومصور لبناني من مواليد 1978.

## حياته المهنية
قرر إلياس العمل كمصور في عام 1999. وظهرت أعماله منذ ذلك الحين في العديد من المطبوعات والمجلات اللبنانية. وكان المصور الرسمي لملحم كرم، نقيب الصحفيين اللبنانيين عام 2000.
اختار إلياس في أوائل عام 2004 الابتعاد عن أسلوب التصوير التقليدي، وطوّر ذوقًا خاصًا لرواية القصص من خلال صوره. وهكذا أسس في عام 2005 شركة "بيوند ذا إيميج" وبدأ في عام 2008 لتدريب جيل جديد في التصوير الفوتوغرافي.
تشمل الأعمال الخاصة به:
- المصور الرسمي لملحم كرم (٢٠٠٠).
- مصور القمة العربية ببيروت (2002).
- فنان الشهر - مجلة لبنان اون لاين (2003).
- المصور الرسمي للمغني الجامايكي المشهور شاجي (2003).
- المصور الرسمي لتوب موديل انترناشونال 2003.
- صورة الغلاف لعام 2003 نشرة دير القمر العدد التاسع كانون الثاني.
- زفاف ابنة عادل امام (2004).
- مصور حفل جارو الرسمي (2005).
- مصور حفل كاظم الساهر (2006).

نشر في عام 2016 كتابًا بعنوان ما وراء رحلاتي ال 250، حيث جمع صورًا لمناظر طبيعية من أكثر من 10 دول على الكوكب لإظهار جمال كل منها من وجهة نظره الخاصة. أُشيد بعمله على نطاق واسع في مختلف المجلات والمجلات الإلكترونية.